# Chinesische Wollhandkrabbe

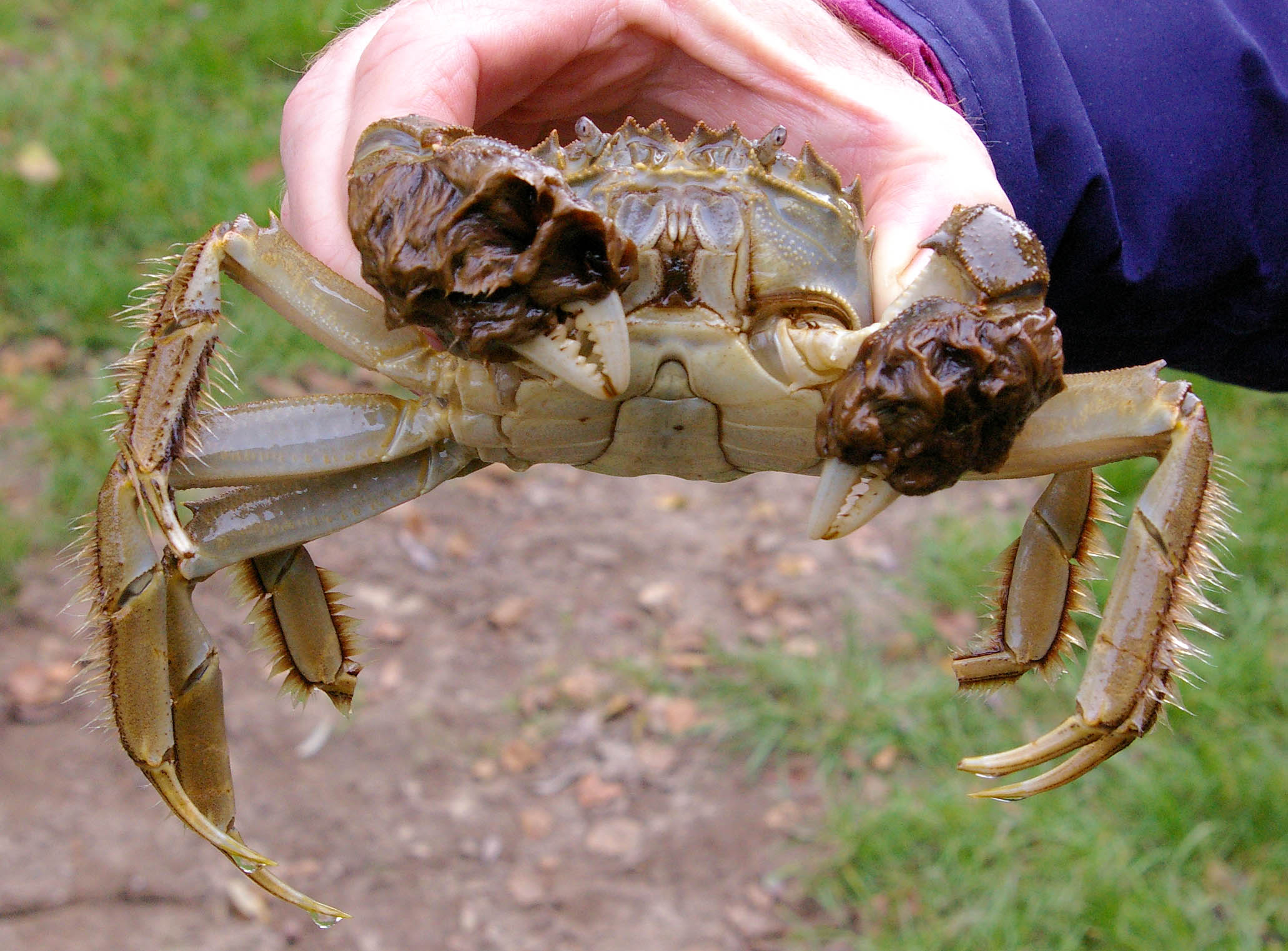
Größeres Männchen, gefangen in der unteren Havel

Die Chinesische Wollhandkrabbe (Eriocheir sinensis) ist eine ursprünglich in China beheimatete Krabben-Art.
Zu Beginn des 20. Jahrhunderts wurde sie nach Europa eingeschleppt. In der einheimischen Fauna mancher Flüsse hat sich das Tier mittlerweile trotz Bekämpfung durch den Menschen als invasive Art (Neozoon) fest etabliert.
Sie zählt mit zu den 100 schlimmsten invasiven Arten der Welt und befindet sich auch auf der „Liste der unerwünschten Spezies“ der Europäischen Union.

## Beschreibung
Die Krabbe bekam ihren Namen, weil insbesondere die männlichen Tiere einen dichten „Haarpelz“ an den Scheren tragen, der die Art unverwechselbar macht. Die Behaarung tritt unauffälliger auch bei Weibchen und Jungtieren auf. Ihr fast quadratischer Rückenpanzer (Carapax) kann bis zu 7,5 Zentimeter lang werden (ausnahmsweise sogar 10 Zentimeter). Er zeigt zwischen den Geschlechtern kaum Größenunterschiede. Die Gesamtbreite einschließlich der langen Beine kann bis zu 30 Zentimeter betragen; die Beinlänge erreicht das Doppelte der Carapaxbreite. Das Gewicht ausgewachsener Tiere liegt zwischen 70 und 200, ausnahmsweise bis 400 Gramm. Das Abdomen ist wie bei allen Krabben nach vorne auf die Bauchseite umgeschlagen. Dieser bei den Malacostraca Pleon genannte mehrgliedrige Körperteil ist bei den Männchen schmal zungenförmig, bei den Weibchen fast so breit wie der Carapax. Der Rückenpanzer ist olivgrün oder braun gefärbt mit dunklerer Fleckung und am Rand fein gesägt. An seinen Vorderecken befinden sich außerdem auf jeder Seite vier scharf zugespitzte Sägezähne. Das vorderste Extremitätenpaar ist zu Scherenhänden umgewandelt, die beim Männchen kräftiger ausgeprägt sind als beim Weibchen. Die vier Laufbeinpaare sind lang und abgeflacht und haben an den Kanten Haarsäume.

## Lebensweise

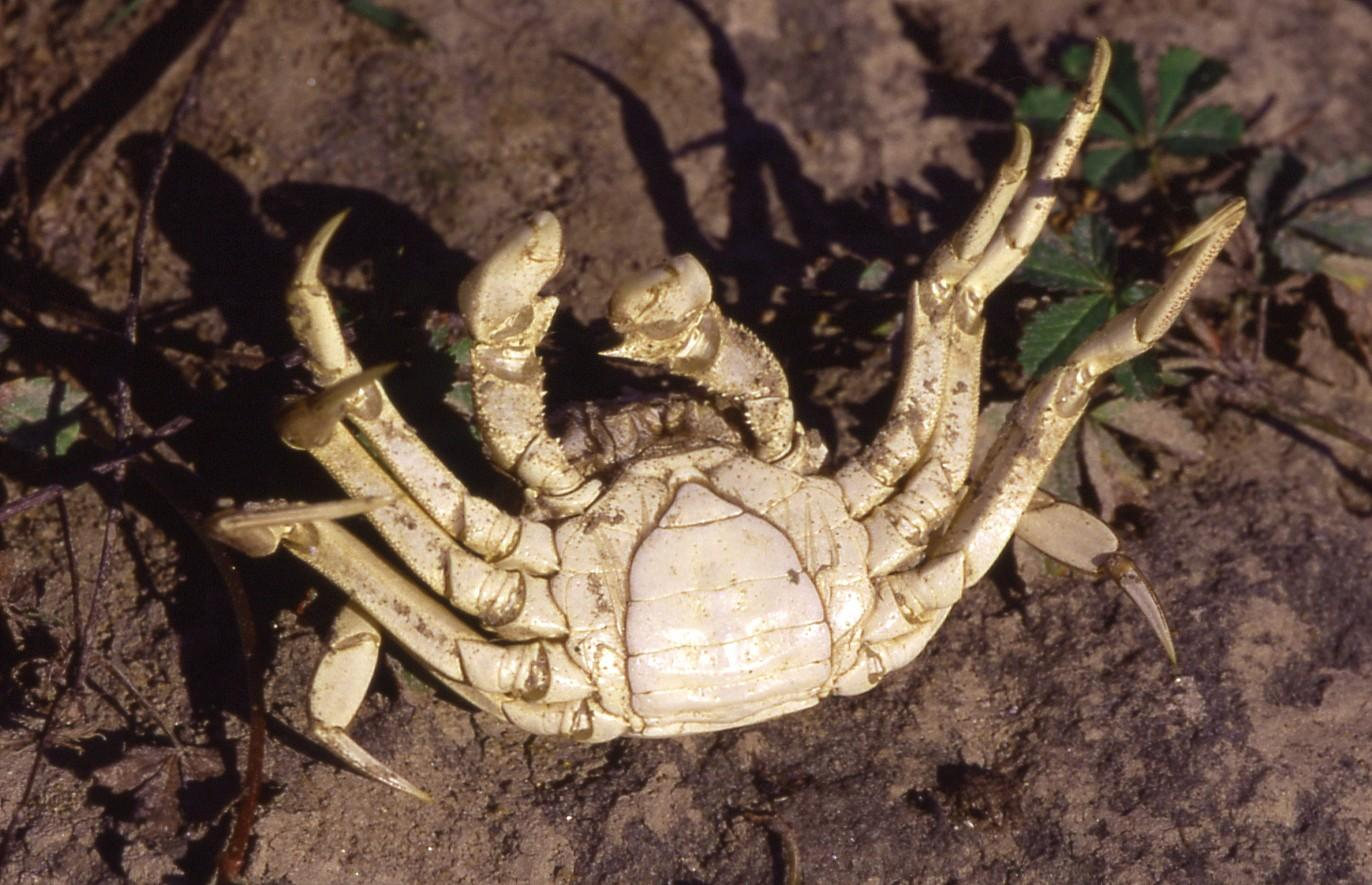
Unterseite der leeren Panzerhülle einer halbwüchsigen Wollhandkrabbe (das breite Pleon und die kleinen Scheren weisen auf ein weibliches Tier hin)

Wollhandkrabben besiedeln größere Flussläufe. Sie leben dort überwiegend nachtaktiv am Grund und ernähren sich von Wasserpflanzen, Insektenlarven, Muscheln, Schnecken, kleineren Fischen und Aas. Bei neuen Untersuchungen und älteren Erhebungen aus den 1930er Jahren (zusammengefasst in) besteht die Nahrung zu etwa drei Vierteln (maximal bis 90 %) aus pflanzlichem Material und richtet sich vor allem nach dem Angebot. Muscheln werden bevorzugt aufgenommen, um mit deren Schale den eigenen Kalkbedarf zu decken. Fischbrut sowie gesunde und bewegliche Fische werden nicht gefressen.
An Uferrändern werden Wohnhöhlen gegraben; aber auch unter Steinen und in weichem Sediment sucht die Art Schutz. Zwischenzeitlich kann sie sich einige Zeit an Land aufhalten. Während des Wachstums häuten sich die Krabben regelmäßig, indem sie ihr altes Panzerkleid abstreifen. Das neue ist bereits angelegt und muss nur noch aushärten.

### Wanderungen
Die Wollhandkrabbe lebt als erwachsenes Tier im Süßwasser, benötigt zur Entwicklung aber salziges Wasser, das über Reproduktionswanderungen flussabwärts (sog. katadrome Wanderungen, wie beim Aal) erreicht wird. Mit Beginn der Paarungszeit im Spätsommer wandern die erwachsen werdenden Tiere flussabwärts zum Meer. Diese Migration kann sich bei Tagesleistungen zwischen acht und zwölf Kilometern über mehrere Monate hinziehen. Die zuerst in den tidebeeinflussten Mündungen eintreffenden Männchen passen dort die Weibchen ab. Nach der Paarung wandern die Weibchen bis in den stark salzbeeinflussten Mündungsbereich (Brackwasser) und laichen dort binnen 24 Stunden ab. Die Eier tragen sie bis kurz vor dem Schlupf der Larven unter ihrem Pleon, angeklebt an den Pleopoden. Pro Weibchen werden sehr hohe Eizahlen (ca. 250.000 bis 900.000) erreicht. Die Tragezeit beträgt etwa vier Monate. Anschließend laufen die Weibchen zurück in die Brackwasserzone der Flussmündung und geben die schlupfreifen Eier ins Wasser ab. Danach sterben die Muttertiere; sie pflanzen sich also nur einmal fort. Auch die Männchen kehren nicht mehr zurück.
Aus dem Ei schlüpft ein frei schwimmendes Larvenstadium, die sog. Zoea. Nach fünf Häutungen wird ein bodenlebendes Larvenstadium, die Megalopa, erreicht, die sich nach einer Häutung zu einer etwa drei Millimeter großen Jungkrabbe umwandelt, die anatomisch den ausgewachsenen Tieren entspricht. Vor allem die älteren Larvenstadien benötigen einen höheren Salzgehalt im Wasser und können nicht in reinem Süßwasser überleben, während dies ausgewachsenen Krabben ohne Probleme möglich ist. Die Entwicklung findet aber niemals im offenen Meer, sondern immer im Brackwasser der Ästuare und Flussmündungen statt. Die sich aus den Larven entwickelnden jungen Krabben wandern im Frühjahr (April/Mai) wieder die Flussläufe hinauf, während sie immer größer werden. Bis zum Erreichen der wanderfähigen Größe vergehen aber anderthalb bis zwei Jahre. Vor dem Aufstieg sammeln sich die Tiere im tieferen Wasser, um dann geschlossen aufwärts zu wandern. Die Aufwanderung gegen die Strömung braucht mehrere Jahre, beispielsweise waren am Wehr Calbe (an der Mündung der Saale in die Elbe, vgl. Schleuse Calbe) die meisten gefangenen Jungtiere drei Jahre alt. Die Wandergeschwindigkeit wurde bei jungen Tieren auf etwa einen Kilometer pro Tag, bei älteren bis drei Kilometer, bestimmt, woraus sich eine Jahresleistung von etwa 200 bis 250 km ergibt. Größere Hindernisse wie z. B. Wehre werden notfalls auf dem Landweg umgangen, wobei selbst senkrechte Betonwände überklettert werden können.
Mit etwa fünf bis sechs Jahren erreichen Wollhandkrabben die Geschlechtsreife und nehmen an der Reproduktionswanderung zum Meer teil.

## Vorkommen
Die ursprüngliche Heimat der Wollhandkrabbe ist Ostchina in den geografischen Breiten etwa zwischen Korea und der Provinz Fujian in Höhe von Taiwan – insbesondere auch der Ästuar des Stromes Jangtsekiang.
In Europa wurde sie erstmals im Jahr 1912 in der Aller (Nebenfluss der Weser) nachgewiesen. Die Art wurde vermutlich wenige Jahre zuvor im Larvenstadium mit dem Ballastwasser von Handelsschiffen eingeschleppt. Zwischenzeitlich verbreitete sie sich in mehreren Schüben invasionsartig, insbesondere in den in die Nordsee mündenden Flüssen (Elbe, Weser, Ems, Rhein) samt Nebengewässern. Auch die Ostseezuflüsse Oder und Weichsel wurden bereits 1929/1930 besiedelt (noch vor dem Rhein), wobei die Tiere sich in der Ostsee wegen zu geringer Salzgehalte nicht fortpflanzen können, sondern wohl bis ins Kattegat weiterwandern müssen (selbst hier wurde eine Vermehrung erst 2011 nachgewiesen). Inzwischen wurde auch das Nordende des Bottnischen Meerbusens von den Tieren erreicht, wobei bei isolierten Vorkommen nicht immer klar ist, ob auch eine Reproduktion erfolgt. Selbst weit stromaufwärts, etwa in Basel, Dresden oder Prag, wurden schon Wollhandkrabben gesichtet. Die Berliner Gewässer werden über die Havel (Nebenfluss der Elbe) und die Schifffahrtskanäle besiedelt. Besiedelt worden sind auch die großen französischen Flusssysteme von Seine, Loire und Gironde, von wo aus sie durch Wanderung über Kanäle die künstlichen Lagunen der Mittelmeerküste erreichte, sowie in Großbritannien die Themse (seit den 1930er Jahren bekannt) und im schottischen Clyde (erstmals nachgewiesen im Juni 2014). Im Mittelmeer und den Mittelmeerzuflüssen wurde die Art verschiedentlich gesichtet, scheint aber bisher noch selten zu sein. Nach einer Modellierung der klimatischen Ansprüche (Nischenmodell) könnten sie fast ganz Europa besiedeln. Weitere Vorkommen sind beinahe weltweit nachgewiesen, wobei eine weitere Verschleppung über Ballastwasser immer noch erfolgt. So wurde um das Jahr 2000 die Bucht von San Francisco (Nordamerika) besiedelt (nach genetischen Markern von Europa aus, nicht direkt aus China). Dieses Ausbreitungsvermögen hat der Art einen Platz auf der Liste der „100 schlimmsten nicht-indigenen Arten“ eingetragen. Unterschiedliche Salzkonzentrationen, wie sie in den Gezeitenzonen der Flussunterläufe vorkommen, ertragen die Tiere sehr gut. Die Temperaturen in deutschen Flussmündungen unterscheiden sich zudem kaum von denen in nordostchinesischen Gewässern. Auch die dank Kläranlagen und gestiegenen Umweltbewusstseins in den letzten Jahren wieder deutlich verbesserte Wasserqualität in den großen Flüssen begünstigt die weitere Ausbreitung in Mitteleuropa. In der Mittelelbe ging der Krabbenbestand z. B. nach der ersten Massenentwicklung in den 1930er Jahren Anfang der 1950er Jahre stark zurück, erreichte 1960/70 einen Tiefpunkt und stieg zu Beginn der 1990er Jahre wieder rasant an. Außerdem sind zyklische Bestandsschwankungen mit einer Periode von ca. zwölf Jahren auffallend, die möglicherweise mit Temperatur- und Salzgehaltsschwankungen in den Larvalhabitaten in Zusammenhang stehen.

## Neozoa-Problematik, wirtschaftlicher Schaden und Nutzen

### Ökologische Schäden
Seit dem ersten Auftreten der Art ist befürchtet worden, dass sie als Allesfresser (Omnivoren) in Nahrungskonkurrenz unter anderem zu auch vom Menschen genutzten Fisch-Arten treten könnte. Untersuchungen und Abschätzungen der 1930er Jahre beim ersten Massenauftreten der Art erbrachten allerdings keine Hinweise auf Bestandsrückgänge. Möglich wäre eine Nahrungskonkurrenz bei sehr hohem Auftreten in nahrungsarmen Gewässern wie etwa der Mittelelbe. Eine direkte Konkurrenz besteht ansonsten vor allem mit Flusskrebs-Arten. Dies betrifft in den größeren Flusssystemen Deutschlands aber beinahe ausschließlich den ebenfalls neozoischen (aus Amerika eingeschleppten) Kamberkrebs (Orconectes limosus).
Als weitere ökologische Schäden werden Schäden an Wasser- und Uferpflanzen vermutet: Die Tiere können die Wurzeln der Pflanzen beschädigen, was die Erosion und Destabilisierung von Ufern begünstigen kann.
2014 wurde nachgewiesen, dass die Chinesische Wollhandkrabbe außerdem auch ein Vektor der Krebspest ist, einer parasitischen Pilzerkrankung, die vor allem Flusskrebse befällt.

### Wirtschaftliche Schäden
Uferbauten und Dämme werden eher vereinzelt durch das massenhafte Graben von Hohlgängen in Mitleidenschaft gezogen und können einstürzen sowie Drainagen verstopfen, dies betrifft aber beinahe ausschließlich den Tidebereich. Auch unter Anglern und Fischern sind Wollhandkrabben unbeliebt: Beim Angeln mit Köderfisch auf Grund knabbern die Tiere binnen kurzer Zeit den Köder vom Haken, ohne dass der Angler dies bemerkt. Außerdem trennen sie mit ihren scharfen Scheren die Schnur durch, um den Köder zu erhalten. Bei der Reusenfischerei greifen sie gefangene Fische an und fressen diese, Reuseneingänge können durch die Tiere verstopfen und so den Einsatz unmöglich machen. Große wirtschaftliche Schäden treten dadurch in erster Linie bei der Aalfischerei auf. Außerdem zerschneiden Wollhandkrabben auch die Netze.
Die Chinesische Wollhandkrabbe ist in die „Liste der unerwünschten Spezies“ für die Europäische Union aufgenommen worden. Die Krabbe befindet sich auf der Liste der 100 of the World’s Worst Invasive Alien Species.

### Bekämpfung

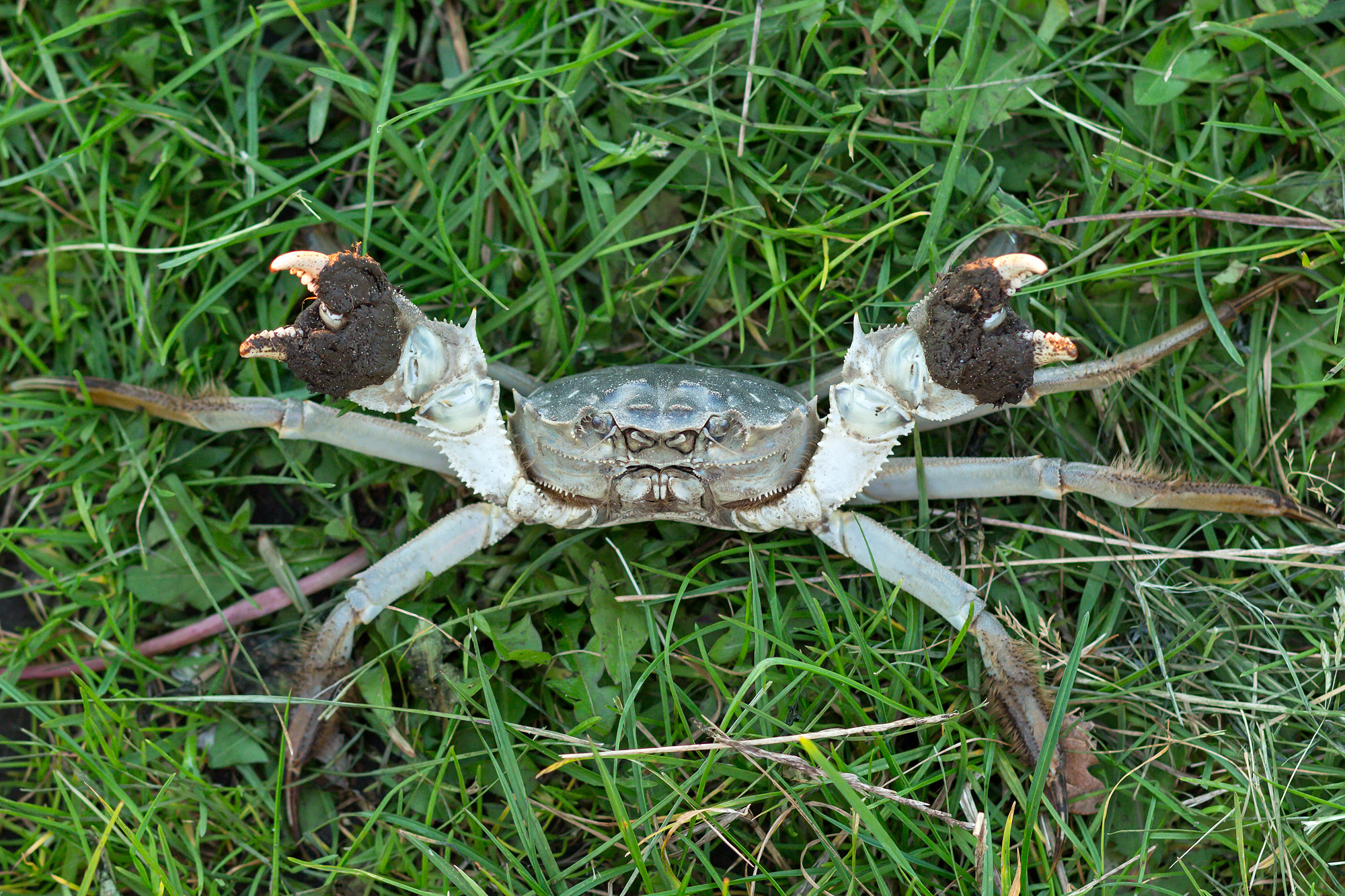
Männchen in Abwehrhaltung an Land

Wollhandkrabben – vor allem die weichen, sich in Häutung befindlichen Tiere – werden von Aalen, Barschen, Alanden und anderen Fischen gezielt gesucht und gefressen. Die einzige Vogel-Art, die die Art gelegentlich in höheren Anteilen fängt, ist der Graureiher, bei dem sie in einzelnen Kolonien bis zu 20 % der Nahrung ausmachen kann. Neben der sogenannten Brandfleckenkrankheit wird die Wollhandkrabbe auch vom Erreger der Krebspest befallen, der bei ihr aber nur geringe Schäden verursacht.
Im Jahr 1935 wurden in der Elbe 500 Tonnen der Art eingefangen; 1936 sammelten Menschen in ganz Norddeutschland per Hand über 20 Millionen junger Krabben ein. Fanganlagen für aufwandernde Jungkrebse an Wehren waren von den 1930er Jahren bis in die 1950er Jahre in Betrieb. Aber erst die rapide Gewässerverschmutzung in der Mitte des 20. Jahrhunderts führte etwa in der Elbe vorübergehend zu einem Zusammenbruch der Population. Gegen die inzwischen wieder anwachsende Zahl der Wollhandkrabben wurden spezielle Fanggeräte entwickelt, allerdings mit fraglichem Ergebnis. Während der Wanderungen der Krabben werden an Stauwehren und Schleusen, die als Barrieren wirken – beispielsweise die Fischtreppen an der Elbe-Staustufe bei Geesthacht –, mit Hilfe automatischer Fanganlagen tonnenweise Tiere eingesammelt und einer Verwertung zugeführt. Auch Angelvereine führen entsprechende Fangaktionen durch.
Zurzeit (Stand 2010) wird in Spanien versucht, eine Ansiedlung der Art in der Guadalquivir-Mündung zu verhindern, wo sie bisher eher vereinzelt beobachtet worden ist. Der Erfolg bleibt abzuwarten.

### Verwertung

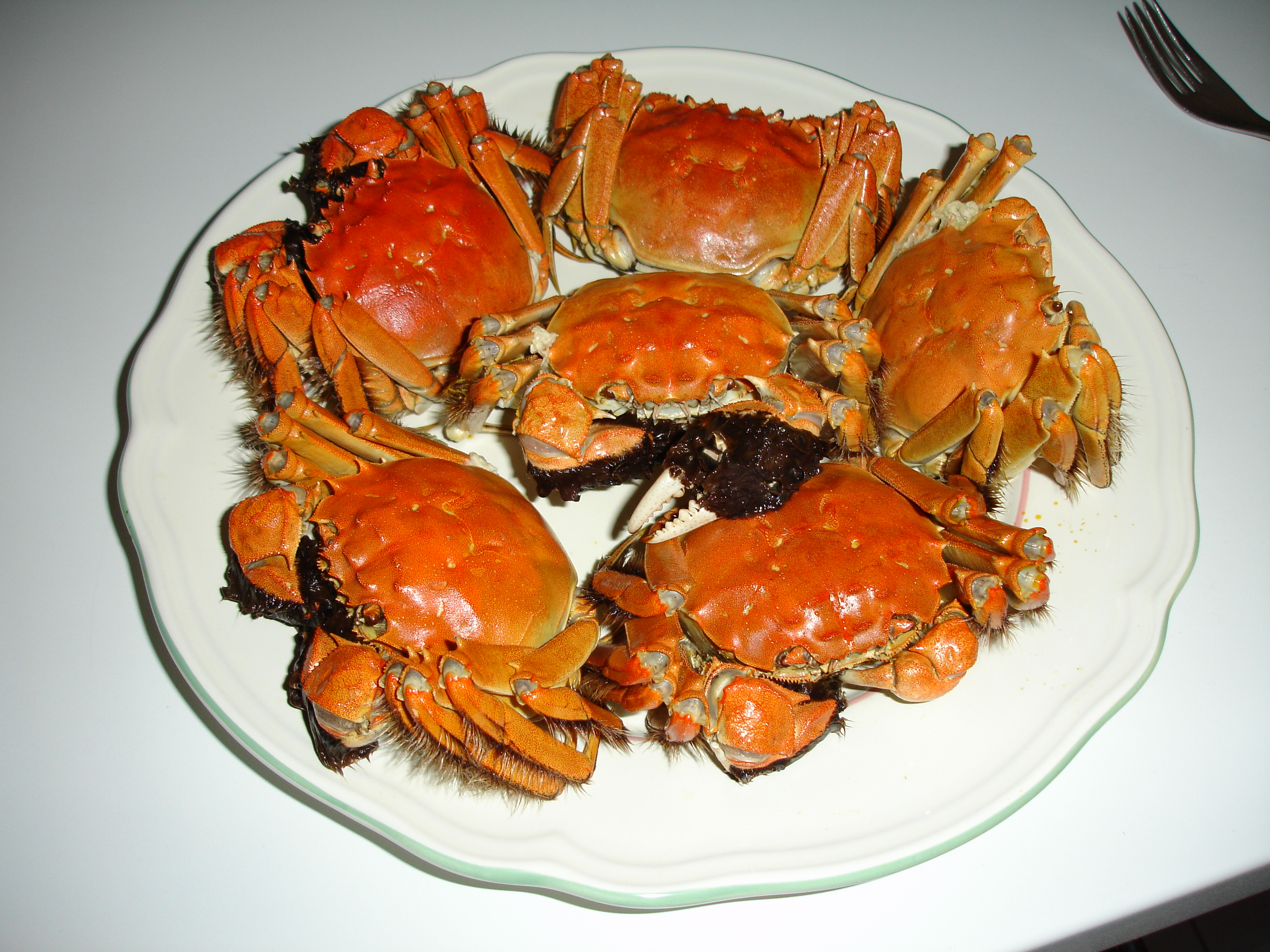
Gekochte Wollhandkrabben

In der Ursprungsheimat China wird die Art inzwischen in Aquakultur gezüchtet. Die Jahresernte betrug im Jahr 2000 etwa 200.000 Tonnen. Der Handelswert einer einzelnen guten Krabbe kann dabei 40 Dollar erreichen. Teilweise wird die Art auch in der Unterelbe schon gezielt kommerziell befischt.
In der chinesischen Küche sind Wollhandkrabben eine begehrte Delikatesse. Auch in Deutschland finden sich Restaurants, die die Tiere insbesondere zu deren Wanderzeit anbieten. Darüber hinaus werden sie auf Asia-Märkten angeboten. In den Niederlanden befindet sich eine Zucht. Zur Zubereitung werden die Krabben mit Schnüren zusammengebunden, um zu verhindern, dass der wohlschmeckende Saft beim Kochen austritt. Danach werden sie in Dampf gegart.
Weil die große Menge von Wollhandkrabben von der europäischen Gastronomie nicht aufgenommen wird, erfolgt statt einer kulinarischen vor allem eine stoffliche Nutzung, etwa zur Chitosan-Herstellung und zur Biogas-Produktion. Chitosan ist ein begehrter Rohstoff, der z. B. bei der Abwasserbehandlung, in der Medizin (Nahtmaterial), in der Landwirtschaft (Saatgutbehandlung) und in der Lebensmittelindustrie eingesetzt wird. Auch werden Wollhandkrabben von Anglern als Köder verwendet. Inzwischen soll die Art sogar von Europa in das Ursprungsland China geliefert werden, um die dortigen Bestände zu stützen, die durch Umweltverschmutzung, Überfischung und Staudammprojekte teilweise stark zurückgegangen sind.

## Im Aquarium
Mit der Aufnahme in die Liste invasiver gebietsfremder Arten von unionsweiter Bedeutung im Jahr 2016 ist in der Europäischen Union der Handel mit den Tieren verboten, alle Übergangsfristen sind abgelaufen. Dies gilt auch für private Angebote.
Die Chinesische Wollhandkrabbe gilt als interessanter Pflegling im Aquarium. Sie benötigt für eine artgerechte Pflege ein geräumiges Aquaterrarium mit einer Abdeckung, das ihr ausreichend Verstecke unter oder zwischen Steinaufbauten bietet. Bietet das Aquaterrarium nicht ausreichend Platz oder Versteckmöglichkeiten, sind die Tiere untereinander unverträglich. Die Temperatur im Aquaterrarium sollte zwischen 18 und 20 Grad Celsius liegen. Das Wasser sollte eine Härte von 10 bis 20 °dGH aufweisen und einen pH-Wert von 7,5 bis 8. Zum Wohlbefinden der Tiere trägt es bei, wenn ein Teelöffel Kochsalz auf 100 Liter Wasser beigegeben wird. Bei größeren Exemplaren sollte das Aquarium zusätzlich eine schwer zu hebende Abdeckung haben, da die Tiere sonst das Becken verlassen könnten.
Gefüttert werden Chinesische Wollhandkrabben mit Fischfleisch sowie Insektenlarven und kleinen Krebstieren. Sie sind auch an hochwertiges Flockenfutter gewöhnbar.

## Krankheiten
Die Tremor disease ist eine bakterielle Infektionskrankheit, die bei der Steigerung der Produktion von Wollhandkrabben in den Aquakulturen Chinas in den 1990er Jahren vermehrt auftrat. Sie ist durch Muskelzittern und hohe Sterblichkeit gekennzeichnet.